# Fidelio

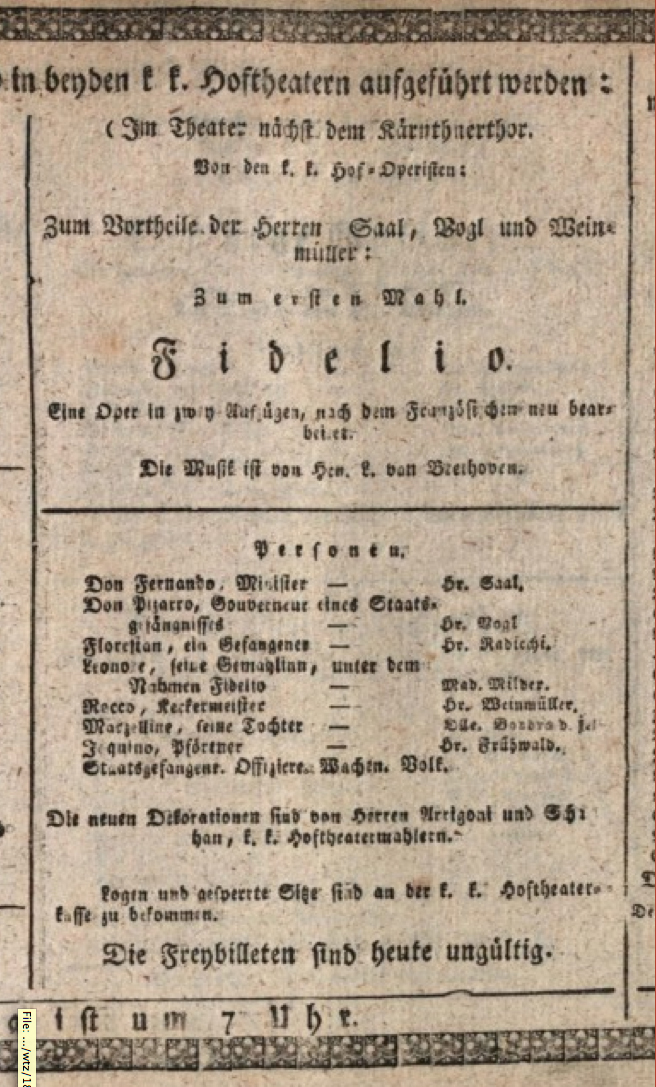
Fidelio: programa da apresentação da ópera, em 24 de maio de 1814, no Theater am Kärntnertor, Viena, 1814.

Fidelio (em português Fidélio), Op. 72b, é um Singspiel em dois atos, de Ludwig van Beethoven, com libretto de Joseph Sonnleithner e Georg Friedrich Treitschke baseado no libreto de Léonore ou  L’Amour Conjugal (1798), peça em  "prosa entremeada de canto", de Jean-Nicolas Bouilly, baseada nas memórias do autor sobre os acontecimentos da França durante o Terror, quando ele era  promotor público do Tribunal Revolucionário de Tours.

## Processo de composição
Fidelio é a única obra teatral de Beethoven,  que a compôs no ápice da sua maturidade artística. Mas a primeira versão, apresentada em 20 de novembro de  1805 no Theater an der Wien (Viena), com o título Fidelio, oder die eheliche Liebe (Op. 72), não teve recepção favorável do público, e  Beethoven foi obrigado a suspender as  apresentações. 
Grande parte desse insucesso da estreia foi creditado à longa duração da ópera (três atos), mas também ao momento histórico tumultuado vivido então pela cidade de Viena, que, naqueles dias, havia sido invadida pelo exército napoleônico. Havia um clima de temor generalizado, e, na plateia, muitos dos espectadores eram militares franceses. Ademais, embora ação se situasse em Sevilha,  no fim do século XVIII, o tema da obra - a luta contra a tirania e a afirmação da liberdade e da justiça - certamente evocava a situação dos vienenses naquele momento.

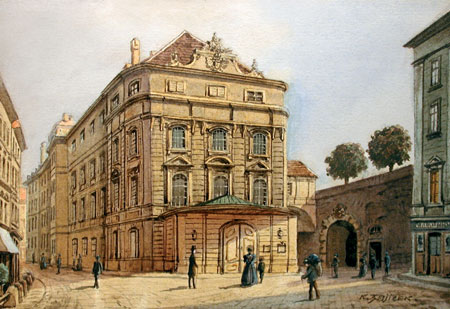
O Theater am Kärntnertor (c. 1900).

Beethoven foi acusado de não saber escrever para as vozes, de tratá-las indistintamente como instrumentos e de ser pouco familiarizado com o gênero teatral. Apesar das duras críticas recebidas, o compositor arranjou uma nova versão em apenas dois atos, utilizando-se de um libretto revisto por seu amigo Stephan von Breuning. A obra foi de novo apresentada no ano seguinte (26 de março de 1806) com o título de Leonore (Op. 72a), mas não teve melhor sorte, sendo novamente retirada. 
Só oito anos depois (1814), por solicitação do Theater am Kärntnertor, Beethoven voltou a trabalhar sobre Fidelio, com a colaboração do jovem Georg Friedrich Treitschke, que corrigiu uma vez mais o libretto, no sentido de melhorá-lo do ponto de vista teatral. A versão definitiva foi apresentada naquele mesmo ano, no dia 23 de maio.
O sinal mais evidente do longo trabalho de composição são as quatro aberturas escritas por Beethoven para o Singspiel: duas compostas em 1804, uma em 1805 e a definitiva, feita em 1814.

### No Brasil
A primeira montagem de Fidelio no Theatro Municipal do Rio de Janeiro foi encenada em 1927. Na ocasião, foi apresentada uma versão em italiano, com regência do maestro Gino Marinuzzi. A ópera voltou ao palco carioca em 1952, regida por Karl Elmendorff, em 2008, por Isaac Karabtchevsky e, em 2015, novamente com Karabtchevsky.
Em Porto Alegre, a Ospa apresentou Fidelio pela primeira vez em 1954, e depois em 1968, ambas sob regência de Pablo Komlós; e em 2013, regida por Carlos Spierer.
Em São Paulo, a primeira apresentação aconteceu em 1957, com regência de Alexander Krannhals. Depois vieram as montagens de 1977, com Dietfried Bernet, 1997, sob Isaac Karabtchevsky, e 2005, regida por John Neschling.

## Personagens
| Don Fernando, (Ministro de Estado)                        | baixo   |
| Don Pizarro, (Governador da prisão)                       | baixo   |
| Florestan, (Esposo de Leonore, prisioneiro político)      | tenor   |
| Leonore, (Esposa de Florestan, mas disfarçada de Fidelio) | soprano |
| Rocco, (Carcereiro-Chefe)                                 | baixo   |
| Marzelline, (filha de Rocco)                              | soprano |
| Jaquino, (Porteiro da prisão)                             | tenor   |

## Sinopse

### Ato I
No pátio do presídio. Marzelline, filha do carcereiro-chefe Rocco, engoma à porta da casa de seu pai, enquanto sonha com a felicidade de viver junto do homem que ama. Chega Jaquino, porteiro da prisão, que aproveita o seu encontro a sós com a moça para pedi-la em casamento. Porém, Marzelline não demonstra o menor interesse às suas intenções amorosas: apesar de estar prometida a Jaquino, ama na verdade Fidelio, um jovem que é há pouco tempo ajudante de Rocco. Entra em cena Rocco, seguido de Fidelio, que carrega as correntes consertadas pelo ferreiro. Fidelio é, na verdade, a jovem mulher do nobre espanhol Florestan. Sob a aparência masculina, Leonore infiltrou-se na prisão para investigar se o seu marido desaparecido está escondido na prisão. Florestan poderá ter sido preso injustamente pelo seu inimigo, Don Pizarro, governador da prisão. Dadas as circunstancias, Leonore, que também aos olhos de Rocco é preferível a Jaquino como futuro marido de Marzelline, vê-se obrigada a aceitar o afeto da filha do carcereiro-chefe para não levantar suspeitas sobre sua identidade.
Num quarteto, os quatro personagens expressam os seus diferentes sentimentos: Marzelline e Rocco, manifestam o seu desejo de um futuro casamento entre a jovem e Fidelio; Leonore declara a sua angústia pelo marido e a sua preocupação perante a paixão que despertou em Marzelline; Jaquino, por sua vez, apercebe-se que o coração da sua namorada se encontra cada vez mais longe de si e sai de cena. Rocco revela a Marzelline e a Fidelio o seu desejo de um rápido casamento entre ambos e, em seguida, declara a sua fé na importância do dinheiro como elemento de estabilidade num casal. Mas Fidelio acrescenta uma circunstância que será igualmente vital para a sua própria felicidade: que Rocco permita que o ajude nas suas tarefas mais árduas, pois tem a secreta esperança de poder entrar nas masmorras e lá encontrar o seu marido. O carcereiro-chefe fala-lhe então de um prisioneiro desconhecido que, por ordem do governador da prisão, está sendo alimentado somente com pão e água. Leonore, angustiada perante a possibilidade de que o torturado seja o seu marido desaparecido, insiste no seu pedido e convence, finalmente, o carcereiro-chefe a pedir permissão ao governador para que possa acompanhá-lo às masmorras.
Uma marcha anuncia a entrada de Don Pizarro. Os guardas abrem a porta ao governador, que surge em cena acompanhado por vários oficiais. À sua chegada, Pizarro recebe a notícia da intenção do ministro de investigar a situação dos prisioneiros do Estado, presos na fortaleza, em razão dos rumores de que estariam vivendo condições desumanas. Alarmado pela possibilidade de descoberta da sua crueldade para com os prisioneiros, o governador ordena a um oficial que o avise quando avistar o ministro ao chegar: que toque a trombeta com um sinal. Em seguida, paga a Rocco para que ele cave uma fossa na cisterna para Florestan, a quem, para além de cavar a fossa, Rocco terá também que assassinar. Contudo, o carcereiro-chefe Rocco nega-se a fazer o papel de carrasco. Diante da recusa, Pizarro comunica-lhe da sua intenção de se disfarçar e, ele próprio, assassinar Florestan. Ambos homens abandonam a cena, e entra Leonore, que amaldiçoa com raiva o cruel e tirano governador e, em seguida, sai para o jardim. Surge Marzelline, seguida de Jaquino. Este se queixa ao carcereiro-chefe das evasivas de sua filha. Chega então Leonore, que pede permissão a Rocco para que os prisioneiros saiam para o jardim, a fim de tomar um banho de sol, aproveitando a ausência do governador. O carcereiro-chefe decide atender o pedido de seu "genro": Leonore e Jaquino abrem as portas das celas e, lentamente, surgem o pobres prisioneiros, que expressam a sua felicidade e agradecimento pelo favor que foi lhes concedido. Após o coro dos prisioneiros, Rocco diz a Leonore que ela poderá acompanhá-lo às masmorras para ajudá-lo. Diz também que consente na celebração do seu casamento com Marzelline. Finalmente, acrescenta que Leonore deve acompanhá-lo à cisterna para que o ajude a cavar a cova do prisioneiro desconhecido, que será assassinado pelo próprio Pizarro. Leonore, visivelmente aflita, aceita a tarefa de modo a aproximar-se daquele que poderá ser o seu marido. Entram subitamente Marzelline e Jaquino. A moça avisa ao seu pai de que o governador ficou com muita raiva ao tomar conhecimento de que os prisioneiros foram libertados da prisão para o jardim. Surge Don Pizarro, enfurecido, acompanhado por vários oficiais e guardas. Rocco consegue acalmá-lo, explicando-lhe que tal favor se devera ao fato de, neste dia, celebrar-se  o aniversário do rei. Os presos voltam, desolados, para suas celas, e Pizarro ordena ao carcereiro-chefe que cumpra imediatamente a tarefa que lhe fora ordenada. Fim do 1º Ato.

### Ato II
Numa masmorra subterrânea e sombria. Florestan, preso, lamenta o seu amargo destino. Num momento de delírio pensa ver a sua esposa em forma de anjo que o conduz ao descanso eterno. Depois, desolado e esgotado, deita-se sobre um banco de pedra com o rosto entre as mãos. Rocco e Leonore descem com as ferramentas para cavar a cova. Quando chegam à cisterna, encontram o condenado à morte aparentemente imóvel. Apesar de suas tentativas, Leonore não consegue reconhecer o rosto de seu marido e então decide ajudar Rocco a cavar a cova. Num momento de descanso, Leonore consegue ver o rosto de Florestan, que se reanima por breves instantes. O preso pergunta a Rocco quem é o governador da prisão. Rocco lhe diz que se trata de Don Pizarro. Florestan pede-lhe que procure por Leonore em Sevilha, mas Rocco afirma que não pode lhe conceder o seu desejo, pois seria sua perdição, limitando-se a oferecer-lhe um pouco de vinho. Depois, Leonore oferece com emoção um pedaço de pão ao seu marido, que o consome com rapidez. Florestan, profundamente comovido, agradece aos seus carcereiros por suas mostras de solidariedade. Chega em seguida o cruel Don Pizarro, que, oculto por uma capa, está disposto a concluir seu propósito. O governador, tirando um punhal, anuncia a Florestan que vai matá-lo para se vingar dele, que um dia tentara derrubá-lo. Mas, no momento em que vai meter-lhe o punhal, Leonore interpõe-se e revela, perante os três homens surpreendidos, a sua verdadeira identidade. Soa nesse momento a trompeta que avisa a iminente chegada do ministro de Sevilha. Leonore e Florestan abraçam-se apaixonadamente perante a admiração do malvado Don Pizarro. Surge então Jaquino, acompanhado por vários oficiais e soldados, comunicando a chegada do ministro. O criminoso governador, enfurecido e desesperado perante o seu previsível destino, abandona a cena.
No pátio de armas da prisão. Os prisioneiros e os parentes do presos recebem com alegria o ministro Don Fernando, que anuncia, por ordem do rei, a imediata libertação dos presos políticos. Aparecem, procedentes da cisterna, Rocco, Florestan e Leonore. O carcereiro-chefe reclama justiça para o casal. Don Fernando reconhece o réu, que é o seu amigo Florestan e que pensava estar morto. Rocco dá então a conhecer ao ministro a proeza de Leonore – para visível surpresa de Marzelline – revelando-lhe como o cruel Pizarro queria tirar a vida de Florestan. Don Fernando ordena de imediato a prisão do cruel governador e pede a Leonore que liberte o seu marido das suas injustas correntes. Todos os presentes exaltam o amor e a coragem da mulher, que conseguiu com a sua resolução o triunfo final da justiça. Fim do 2º ato.

## Orquestração
- 1 flautim
- 1 tímpano
- 1 contrafagote
- 2 flautas
- 2 oboés
- 2 clarinetes
- 2 fagotes
- 2 trompetes
- 2 trombones
- 4 trompas
- Instr. de cordas: violinos (primeiros e segundos), violas, violoncelos e contrabaixos.